# Douglas Ferreira
Douglas Ferreira Douglão oder nur Douglão bzw. Dom Golão (* 18. Mai 1986 in Dois Vizinhos) ist ein ehemaliger brasilianischer Fußballspieler.

## Karriere
Douglão begann seine Profikarriere 2005 bei Coritiba FC und spielte anschließend für SC Internacional aus Porto Alegre, ehe er 2008 mit seinem Wechsel zum französischen Klub FC Nantes seine Karriere im Ausland fortzusetzen begann. Nachdem er für Nantes bis zum Sommer 2009 aktiv gewesen war, wechselte er nach Griechenland zum AO Kavala.
Im Sommer 2011 verpflichtete ihn Sporting Braga. Hier wurde er nach zwei Spielzeiten an Qatar SC ausgeliehen.
Zur Saison 2014/15 wechselte Douglão in die türkische Süper Lig zu Akhisar Belediyespor. In der Winterpause 2016/17 verließ er diesen Verein und heuerte anschließend beim Ligarivalen Kayserispor an.
Ab Sommer 2017 setzte er seine Karriere bei Anorthosis Famagusta fort, wo er in 47 Spielen sieben Tore zum dritten bzw. siebten Platz der Abschlusstabelle beitrug. Zwei Jahre später beendete er seine aktive Karriere.